# Ніколас Лім (плавець)
Ніколас Лім (1 квітня 2001) — гонконгський плавець. Учасник Чемпіонату світу з водних видів спорту 2022, де на дистанції 100 метрів батерфляєм посів 45-те місце і не потрапив до півфіналів. А ще змагався в чотирьох естафетах.